# 謝弗勒爾崖
80°32′S 20°36′W / 80.533°S 20.600°W
謝弗勒爾崖是南極洲的山崖，位於科茨地，屬於沙克爾頓山脈的一部分，處於杜瓦山以東，海拔高度約1,500米，在1967年由美國海軍拍攝空中照片，以法國的化學家命名。